# Рудко-Козинська сільська рада
| Рудко-Козинська сільська рада — орган місцевого самоврядування у Рожищенському районі Волинської області з адміністративним центром у с. Рудка-Козинська. Історична дата утворення: в 1991 році. Сільській раді підпорядковані населені пункти: - с. Рудка-Козинська - с. Козин |

## Склад ради
Рада складається з 16 депутатів та голови.

### Керівний склад ради
| ПІБ                    | Основні відомості                                                 | Дата обрання | Дата звільнення |
| ---------------------- | ----------------------------------------------------------------- | ------------ | --------------- |
| Яцюк Микола Степанович | Сільський голова, 1963 року народження, освіта, безпартійний      | 26.03.2006   | 31.10.2010      |
| Яцюк Микола Степанович | Сільський голова, 1963 року народження, освіта вища, безпартійний | 31.10.2010   |                 |

Примітка: таблиця складена за даними джерела

## Населення
Згідно з переписом УРСР 1989 року чисельність наявного населення сільської ради становила 1831 особа, з яких 820 чоловіків та 1011 жінок.
За переписом населення України 2001 року в сільській раді мешкало 1138 осіб.

### Мова
Розподіл населення за рідною мовою за даними перепису 2001 року:
| Мова       | Відсоток |
| ---------- | -------- |
| українська | 99,39 %  |
| російська  | 0,52 %   |